# Fritz Dönhoff
Friedrich Albert „Fritz“ Dönhoff (geboren am 9. Februar 1863 in Wesel; gestorben am 16. September 1946 in Braunlage) war preußischer Landrat des Kreises Solingen, Staatssekretär und Aufsichtsratsvorsitzender der Preußischen Bergwerks- und Hüttengesellschaft in Berlin.

## Leben

### Herkunft und Ausbildung
Der Protestant Fritz Dönhoff war ein Sohn des Landrats Alfred Dönhoff und dessen Ehefrau Ida Maria Krüger. Nach dem Besuch des Görres-Gymnasium in Düsseldorf, von dem er mit Ablegung der Reifeprüfung 1881 abging, studierte er unter anderem in Heidelberg und Leipzig (Sommersemester 1882) Rechts- und Verwaltungswissenschaften. Er war Mitglied der Studentenverbindung Rupertia Heidelberg.
Im Rahmen seiner weiteren juristischen Ausbildung und nach der Ernennung zum Gerichtsreferendar am 30. Juni 1884 fand Dönhoff Beschäftigung im Bezirk des Oberlandesgerichts Köln, wechselte dann aber unter Ernennung zum Regierungsrerefendar (19. Juli 1886) in den preußischen Verwaltungsdienst an die Königlich Preußische Regierung in Düsseldorf. Mit Ablegung der Assessorenprüfung und der nachfolgenden Ernennung zum Regierungsassessor am 17. Juni 1889 war Dönhoff im Weiteren bei dem Bezirksausschuss Arnsberg tätig. Von dort gelangte er zum 1. Juli 1890 als Hilfsarbeiter an das Preußische Ministerium für Handel und Gewerbe nach Berlin.

### Landrat und Ministerialrat
In der Nachfolge von Carl Möllenhof, der im Juni 1894 an die Regierung in Königsberg gewechselt war, besetzte Dönhoff mit Ernennung vom 12. Juli 1894 und zunächst kommissarisch die Stellung des Landrats des Kreises Solingen. Zum 1. März 1895 auch definitiv zum Landrat ernannt, blieb er in Solingen bis zu seiner Umsetzung im Januar 1900 als Ministerialdirektor im Preußischen Ministerium für Handel und Gewerbe. Im April 1903 zum Geheimen Oberregierungsrat und Vortragenden Rat und 1917 ebenda zum Staatssekretär ernannt, trat Dönhoff zum 1. Oktober 1927 in den Ruhestand. Im Weiteren bekleidete er noch bis zum 1. April 1930 die Funktion des Aufsichtsratsvorsitzenden der Preußischen Bergwerks- und Hüttengesellschaft in Berlin.
In der damaligen Stadt Wald, seit 1929 ein Stadtteil von Solingen, wurde im Jahr 1900 eine Straße nach Dönhoff benannt.

### Auszeichnungen
- 1903 Kronenorden 3. Klasse
- 1907 Roter Adlerorden 3. Klasse mit Schleife

## Familie
Fritz Dönhoff heiratete am 15. Mai 1894 in Berlin Johanna Josephine Amalie Friederike Knaus (geboren am 24. Juni 1868 in Düsseldorf), eine Tochter des Professors und Kunstmalers Ludwig Knaus und dessen Ehefrau Henriette Knaus, geborene Hoffmann (gestorben am 23. November 1916).